# Owen Teague
Owen William Teague (Tampa, 8 dicembre 1998) è un attore statunitense famoso per aver interpretato il ruolo di Nolan Rayburn nella serie televisiva Bloodline e quelli di Patrick Hockstetter nei film horror It e It - Capitolo due e di Noa nella seconda trilogia della serie reboot de Il pianeta delle scimmie.

## Biografia
Owen Teague è nato e cresciuto a Tampa, Florida.
Fin da quando era piccolo si dimostrò interessato alla recitazione, mettendo in scena La bella e la bestia con animali imbalsamati all'età di quattro anni. Poco dopo iniziò ad apparire in piccole produzioni teatrali. Era un membro del Movie Makers Club presso la Macfarlane Park International Baccalaureate Elementary e del thespian club e orchestra della Howard W. Blake High School School of the Arts, entrambe con sede a Tampa.
Ha esordito come attore nel 2012 in un episodio della serie televisiva Malibu Country. L'anno seguente ha recitato nel suo primo film cinematografico, Contest. In seguito ha recitato in diverse serie televisive tra cui NCIS: Los Angeles, Reckless e Bones. Nel 2015 è entrato a far parte del cast della serie Bloodline nel ruolo di Nolan Rayburn.
Nel 2015 ha recitato nei film Echoes of War e Walt prima di Topolino. L'anno seguente ha recitato in Cell, tratto dall'omonimo romanzo di Stephen King. Nel 2017 ha recitato nel ruolo di Patrick Hockstetter nel film It, diretto da Andy Muschietti e anch'esso tratto da un romanzo di King. Nel 2019 è tornato nuovamente ad interpretarne il ruolo nel film It - Capitolo due. Sempre nel 2019 ha recitato in Inherit the Viper accanto a Josh Hartnett, Margarita Levieva, Bruce Dern e Chandler Riggs.

## Filmografia

### Cinema
- Contest, regia di Anthony Joseph Giunta (2013)
- Under and Above, regia di Julia Swain – cortometraggio (2013)
- Timmy Muldoon and the Search for the Shadoweyes Bandit, regia di Tony Yacenda – cortometraggio (2013)
- The Visitation, regia di Nick Funk – cortometraggio (2013)
- Echoes of War, regia di Kane Senes (2015)
- Wild in Blue, regia di Matthew Berkowitz (2015)
- Walt prima di Topolino (Walt Before Mickey), regia di Khoa Le (2015)
- Cell, regia di Tod Williams (2016)
- It, regia di Andy Muschietti (2017)
- Ogni giorno (Every Day), regia di Michael Sucsy (2018)
- I See You, regia di Adam Randall (2019)
- Mary, regia di Michael Goi (2019)
- It - Capitolo due (It Chapter Two), regia di Andy Muschietti (2019)
- L'eredità della vipera (Inherit the Viper), regia di Anthony Jerjen (2019)
- L'uomo vuoto - The Empty Man (The Empty Man), regia di David Prior (2020)
- To Leslie, regia di Michael Morris (2022)
- Eileen, regia di Will Oldroyd (2023)
- A dire il vero (You Hurt My Feelings), regia di Nicole Holofcener (2023)
- Il regno del pianeta delle scimmie (Kingdom of the Planet of the Apes), regia di Wes Ball (2024)
- L'amico fedele, regia di Scott McGehee e David Siegel (2024)

### Televisione
- Malibu Country – serie TV, 1 episodio (2012)
- NCIS: Los Angeles – serie TV, 1 episodio (2013)
- CollegeHumor Originals – serie TV, 4 episodi (2013)
- Reckless, regia di Martin Campbell – film TV (2013)
- Reckless – serie TV, 1 episodio (2014)
- Bones – serie TV, 1 episodio (2015)
- Mercy Street – serie TV, 1 episodio (2016)
- Bloodline – serie TV, 23 episodi (2015-2017)
- Black Mirror – serie TV, 1 episodio (2017)
- Mrs. Fletcher – miniserie TV, 7 puntate (2019)
- The Stand – miniserie TV, 7 puntate (2020-2021)

## Riconoscimenti
- 2014 – Young Artist Award
  - Nomination Miglior performance in una serie televisiva – Giovane attore Guest Star (14-16 anni) per NCIS: Los Angeles

## Doppiatori italiani
Nelle versioni in italiano delle opere in cui ha recitato, Owen Teague è stato doppiato da:
- Manuel Meli in NCIS: Los Angeles, Bloodline, Ogni giorno, L'amico fedele
- Ruggero Valli in Cell, The Stand
- Daniele Di Matteo in Black Mirror, I See You
- Alessio Puccio in Mrs. Fletcher, A dire il vero
- Federico Bebi in It
- Tommaso Zalone in L'eredità della vipera
- Leonardo Caneva in To Leslie
- Gabriele Zecchiaroli in Eileen
- Nicolò Bertonelli ne Il regno del pianeta delle scimmie